# Vladimir Zbynovsky
 (janvier 2015).
Si vous disposez d'ouvrages ou d'articles de référence ou si vous connaissez des sites web de qualité traitant du thème abordé ici, merci de compléter l'article en donnant les références utiles à sa vérifiabilité et en les liant à la section « Notes et références ».
Vladimír Zbyňovský, né le 28 novembre 1964 à Bratislava, est un artiste slovaque, spécialiste de la sculpture du verre, y associant souvent la pierre.

## Biographie
Après une scolarité secondaire dans une école d'arts décoratifs à Bratislava centrée sur l’art de la pierre, il poursuit, au sein de l’École supérieure des beaux-arts de Bratislava sa formation de sculpteur.
Il se spécialise alors dans le travail du verre. Après l’achèvement de ses études en 1991, il décide de s’installer en France.

### Concept artistique
Lumière et temps sont les deux champs d’exploration de sa démarche créatrice. Par ses principes physiques, la lumière incite à une réflexion existentielle. Les œuvres nées de cette réflexion témoignent à la fois de la conscience de la fugacité humaine, de la persistance de la pensée, de la transformation de la matière.
Sculptures alliant la pérennité de la pierre avec la fragilité du cristal, miroirs offrant des jeux spéculaires sur des mondes recréés, projections lumineuses issues de prismes ou de métal, écrans changeants... la matière se fait réflexive.

## Expositions
2023
- Domaine de Chaumont-sur-Loire

2019
- Galerie Capazza, Nançay

2018
- Mobilier de la Basilique Saint-Denis[3]

2014
- PAN Amsterdam
- Galerie Continuum, Königswinter, Allemagne

2013
- Seuils, exposition rétrospective, Musée du verre de Conches[4]

2012
- Exposition personnelle, Galerie Artes, Troyes
- Bleu, Musée du verre de Conches

2011
- Exposition personnelle, Galerie Matisse Etienne, Oisterwijk, Pays-Bas
- Palazzo Zane-Bru, Venise, Italie (dans le cadre de la Biennale de Venise)
- Exposition collective, Musée Würth, Erstein, France

2010
- Mémoires de verre : De l'archéologie à l'art contemporain, Musée départemental des Antiquités, Rouen
- Exposition personnelle, Galerie Pokorna, Prague, République tchèque
- Sculpteurs, cristal optique, Galerie Place des Arts, Montpellier

2009
- Sculpteurs de verre tchèques et slovaques en exil, Galerie nationale (hr) de Zagreb, Croatie
- Glass Connection, Contemporary European Glass Sculpture, Manes Gallery, Prague, République tchèque
- S'Bosch, Den Bosch Art Fair, Gallery Matisse Etienne[5], s'Hertogenbosch, Pays-Bas

2008
- Collect, Victoria & Albert Museum, Plateaux gallery, Londres, Royaume-Uni
- Oisterwijk Sculptuur, Gallery Etienne & Van Den Doel, Oisterwijk Pays-Bas
- Glass Art Fund, Vendenheim

2007
- Exposition collective, Kanazawa, Japon
- PAN Amsterdam, Etienne & Van Den Doel Gallery, Pays-Bas

2006
- Art London, Plateaux Gallery, Londres, Royaume-Uni
- Holland Art Fair, Gallery Etienne & Van Den Doel, Pays-Bas
- Exposition Internationale, Glass Coburg, Cobourg, Allemagne
- La traversée francophone de Paris, Ambassade de la République slovaque en France, Paris
- Art Chelsea & Art Fortnight, Plateaux Gallery, Londres, Royaume-Uni

2005
- St'Art 2005, Galerie Petalouda, Naxos, Grèce
- St'Art 2005, De l'ombre à la lumière, ESGAA, Strasbourg
- Exposition personnelle, Etienne & Van Den Doel Gallery, Oisterwijk, Pays-Bas
- Galerie internationale du verre à la maison Ravier, Morestel
- About Memory, Rafaël Goldchain & Vladimir Zbynovsky, Galleria Rossella Junck, Berlin, Allemagne

2004
- St'Art, Salon d'art de Strasbourg, ESGAA, Strasbourg[6]
- Exposition collective de sculptures monumentales, château de Vauville, Normandie
- Verre tchèque, Centre tchèque de Paris, et Ambassade de République tchèque en France, Paris
- Eternal Light, Spertus Museum, Chicago, États-Unis

2003
- Modern Masters International Trade Fair, Chambre des métiers d'art, Munich
- Jahresausstellung 2003, Galerie Herrman, Drachselsried, Allemagne

2002
- Kunstrai, Galerie Etienne & Van Den Doel, La Haye, Pays-Bas
- Symposium de sculptures, Abbaye de Cerisy-la-Forêt
- Venezia Vetro 2002, Galerie Rossella Junck, Venise, Italie
- Consument Art 2002, Galerie in Zabo, Nuremberg, Allemagne
- Art du verre contemporain, Centre culturel La Fontaine, Brie-Comte-Robert
- The Judith Altman Memorial Judaica Competition, Elkins Park (Pennsylvanie) (en), États-Unis

2001
- Dialogo con la luce, Galerie nationale slovaque et Institut slovaque de Rome : exposition à Florence et à Rome, Italie
- Avec la lumière, Galerie nationale slovaque et Institut slovaque de Berlin, Allemagne

2000
- Salon international de la sculpture, Galerie internationale du verre (Biot), Delle
- Transparence : le verre dans l'art contemporain français et slovaque, Château de La Roche-Guyon
- Exposition personnelle, Galerie Rob van den Doel, La Haye, Pays-Bas
- SOFA Chicago, Galerie Rob van den Doel, La Haye, Pays-Bas
- Peintres & sculpteurs slovaques, Art11/Banque Dexia, Paris

1999
- Den Haag Art Fair, Galerie Rob van den Doel, La Haye, Pays-Bas
- Milville summer, Miller Gallery, New York, États-Unis

1998
- Vladimir Zbynovsky, Galerie Rob van den Doel, La Haye, Pays-Bas
- Sculptures de verre, Galerie Klute, Wiener Neustadt, Autriche
- Mitteleuropa festival : verre slovaque, Ambassade de la République slovaque à Londres
- Le génie des verriers en Europe, Banque centrale du Luxembourg, Luxembourg
- Galerie Herrmann, Drachselsried, Allemagne

1997
- Stones aura, Exposition personnelle, The Studio Glass Gallery, Londres
- Musicora, la Villette, Paris
- Version française : Quatre artistes slovaques, Galerie du Pont Neuf, Paris

1996
- Exposition personnelle, Galerie L’Éclat du Verre, Paris
- Exposition personnelle, Galerie Place des arts, Montpellier
- Art tendance Sud, Fréjus
- L'art du verre, Galerie J.C. Chapelote, Luxembourg
- Triennale d'art contemporain de Nuremberg, Allemagne
- Présence slovaque, Galerie Art & Création, Lyon
- Les jeunes verriers slovaques, Galerie Jan Koniarek, Trnava, Slovaquie

1995
- Salon d'art contemporain de Strasbourg, Galerie Place des Arts
- SAD Beyrouth, Institut français de Beyrouth, Liban
- Glass now Yamaha 17th, Japon
- Transparences Galerie Nadir (Annecy), Évian

1994
- Verre slovaque contemporain, Riihimäki, Finlande

1993
- Culture et mécénat, Centre culturel des Fontaines, Chantilly
- La magie du verre, Galerie Suzel Berna, Ville-d'Avray
- Novator 1993, Troyes

1991
- Les rencontres de Bratislava, Institut français de Bratislava, exposition collective

## Acquisitions de musées, Prix
- Amber prize (1991)
- Prix de la triennale de Nuremberg (1996)
- Yamaha, Japon (1995)
- Banque de San Paolo, Luxembourg (1997)
- Banque nationale slovaque,  Bratislava (1998)
- Musée de Meisenthal (1996)
- Conseil régional, Belfort (2000)
- Musée du XXIe siècle, Kanazawa, Japon (2001)
- Banque Dexia, Amsterdam, (2001)
- Hôtel de région, Languedoc-Roussillon (2003)
- Spertus Judaica Prize, Chicago, premier prix. (2004)
- Musée du verre de Sars-Poteries (2006)
- Ville de Chantilly (2006)
- Glass Art Fund, Vendenheim (2007-2008)
- Kurt Ernsting (de) Museum, 2010.